# Sonic R
Sonic R (ソニックR?, Sonikku Āru) è un videogioco di guida del 1997 sviluppato da Traveller's Tales e Sonic Team e pubblicato da Sega per Sega Saturn. È il terzo gioco di corse della serie Sonic the Hedgehog e il primo con grafica computerizzata 3D. Il giocatore gareggia con uno dei dieci personaggi di Sonic in vari tracciati a tema della serie, nel tentativo di impedire al Dott. Robotnik di rubare gli Smeraldi del Caos e conquistare il mondo. Sonic R presenta modalità di gioco per giocatore singolo e multigiocatore e, pur essendo simile ai giochi di corse su kart come Mario Kart, si focalizza sui salti e sull'esplorazione. Raccogliendo oggetti e completando obiettivi, i giocatori possono sbloccare personaggi segreti.
Lo sviluppo iniziò dopo il completamento di Sonic 3D: Flickies' Island nel 1996 e durò nove mesi. Si tratta della seconda collaborazione tra Traveller's Tales e Sonic Team ed è stato progetto per sfruttare l'hardware del Saturn. Sonic Team progettò i tracciati di gara, mentre Traveller's Tales si occupò dell'implementazione e della programmazione utilizzando un motore di gioco personalizzato. La colonna sonora è stata composta da Richard Jacques; i brani di Sonic R, in particolare Super Sonic Racing, sono stati utilizzati nei successivi giochi di Sonic. Sega ha pubblicato il gioco per Saturn alla fine del 1997 e per Windows nel 1998. È stato inoltre reso disponibile nella compilation Sonic Gems Collection del 2005.
Sonic R è stato l'unico gioco originale di Sonic pubblicato per il Saturn; Sonic 3D: Flickies' Island è un port del gioco per Mega Drive, mentre Sonic Jam è una compilation dei primi quattro giochi principali di Sonic. Le recensioni originali del gioco sono state contrastanti, con un'accoglienza retrospettiva più negativa. Il gioco è stato elogiato per la grafica e il level design, ma è stato criticato per la scarsa qualità dei controlli, l'elevata difficoltà e la breve durata. Tuttavia, la colonna sonora di Jacques ha polarizzato il pubblico, che l'ha trovata orecchiabile e ben realizzata o fuori luogo in un gioco di corse. L'interesse dei fan per Sonic R ha ispirato Sega a rivisitare il genere delle corse con giochi come Sonic Riders del 2006.

## Trama
Sonic e Tails stanno per prendersi una vacanza quando Tails nota un annuncio per un "World Grand Prix", un Grand Prix molto importante. Sebbene inizialmente non sia interessato, Sonic si accorge che anche il Dott. Robotnik parteciperà alla gara. Convinto che ci sia qualche losco fine alle spalle, cambia idea e decide di prendere parte all'evento per scoprire gli intenti del malvagio scienziato. Viene rivelato che Robotnik ha recentemente scoperto dove si trovano i rari e potenti Smeraldi del Caos, con i quali aspira a conquistare il mondo, e che intende raccogliergli durante il World Grand Prix utilizzando un gruppo di scagnozzi robotici che ha costruito per avere la meglio su Sonic. Knuckles e Amy vengono a conoscenza del piano di Robotnik e decidono di partecipare a loro volta. Insieme, i quattro eroi devono trovare un equilibrio tra vincere le gare e ottenere gli Smeraldi del Caos per tenerli lontani dalle grinfie di Robotnik.

## Modalità di gioco
Sonic R è un videogioco di corse con modalità giocatore singolo e multigiocatore. Il giocatore seleziona un personaggio e partecipa a una gara a piedi su uno dei cinque tracciati ("Resort Island", "Radical City", "Regal Ruin", "Reactive Factory" e "Radiant Emerald"), gareggiando per cercare di arrivare al traguardo prima degli altri corridori. Inizialmente sono disponibili quattro personaggi, mentre gli altri sei sono personaggi segreti che diventano disponibili quando il giocatore completa determinati obiettivi di gioco. Sebbene il gameplay sia considerato simile a quello dei giochi di corse su kart come la serie Mario Kart, Sonic R si focalizza sui salti e sull'esplorazione, in quanto ogni tracciato presenta percorsi multipli e aree nascoste. I tracciati, sebbene siano creazioni originali, sono tematicamente basati sullo stile artistico e sugli ambienti dei giochi classici di Sonic, come Green Hill Zone di Sonic the Hedgehog e Chemical Plant Zone di Sonic the Hedgehog 2. I giocatori possono anche gareggiare in senso inverso in ogni tracciato. La modalità principale prende il nome di Grand Prix.
Durante ogni gara, il giocatore può raccogliere gli oggetti sparsi sul tracciato, che conferiscono diversi vantaggi. I ring (anelli), un elemento fondamentale della serie di Sonic, sono abbondanti; il giocatore può scambiarli per ottenere un aumento temporaneo della velocità o per aprire porte che conducono a scorciatoie o a oggetti speciali. Gli Item Panel (Pannelli degli oggetti) danno un vantaggio temporaneo casuale, come un aumento della velocità o scudi che garantiscono abilità come la capacità di correre sull'acqua o di attirare i ring vicini. La raccolta di altri oggetti speciali, come i "Sonic Token" (Gettoni Sonic) e gli Smeraldi del Caos, può portare allo sblocco di personaggi segreti. Sonic R permette al giocatore di scegliere il tipo di condizioni meteorologiche che si vedranno durante le gare. È presente anche una modalità Time Attack (Corsa a tempo), in cui il giocatore gareggia da solo per realizzare il tempo migliore. Dopo il primo giro, è possibile sfidare il proprio fantasma, rivelandosi la modalità ideale per studiare la mappa e scoprire le migliori scorciatoie. Un'altra modalità è quella competitiva per due giocatori, aumentata a quattro nel port per Windows, dove più giocatori si sfidano a schermo diviso. Oltre alla modalità standard a tempo, ce ne sono altre due: Get 5 Balloons (Prendi 5 palloncini), in cui cinque palloncini sono sparsi per la pista e devono essere individuati, e Tag 4 Characters (Tocca 4 personaggi), in cui il giocatore deve inseguire e toccare altri quattro personaggi.

### Personaggi
Sonic R presenta dieci personaggi giocabili, ognuno con attributi e abilità uniche, in linea con le loro capacità abituali. Sonic the Hedgehog è il più veloce e può effettuare un doppio salto (il secondo salto può eseguirlo a mezz'aria). Tails è in grado di volare nell'aria per un breve periodo, mentre Knuckles the Echidna può planare in aria saltando. Amy Rose, l'ultimo personaggio inizialmente disponibile, guida un'auto che le permette di librarsi sopra agli specchi d'acqua e di ricevere velocità extra guidando su pannelli di spinta. Tra i personaggi segreti c'è l'arcinemico di Sonic, il Dott. Robotnik, che vola con il suo hovercraft Eggmobile e resiste alle differenze di terreno; cloni robotici di Sonic (Metal Sonic), Tails (Tails Doll) e Knuckles (Metal Knuckles); EggRobo, ovvero l'assistente robotico di Robotnik e Super Sonic, una versione più veloce di Sonic alimentata dagli Smeraldi del Caos.
L'auto di Amy, la Eggmobile del Dr. Robotnik e EggRobo sono gli unici personaggi che non possono saltare se non colpiscono una molla rivolta verso l'alto. Al posto dell'abilità di salto, l'auto di Amy è dotata di un turbo che si ricarica dopo un certo lasso di tempo, e sia l'Eggmobile che EggRobo possono sparare missili a ricerca in grado di stordire gli avversari.

## Sviluppo
Dopo il completamento di Sonic 3D: Flickies' Island nel 1996, Sega si rivolse a Traveller's Tales per lavorare a un gioco di corse di Sonic. Traveller's Tales, che per coincidenza stava lavorando a un motore grafico 3D senza uno scopo, trovò questa soluzione logica. Traveller's Tales scelse di trasformare un gioco di Formula Uno che stava sviluppando in un gioco di Sonic. Lo sviluppo iniziò nel febbraio 1997 come progetto congiunto tra Sonic Team di Sega e Traveller's Tales. Il gioco era originariamente conosciuto come Sonic TT (TT sta per Tourist Trophy). Fu annunciato pubblicamente per la prima volta come "Phase Two of Project Sonic", ovvero la seconda fase del Project Sonic (mentre la "Phase One" era Sonic Jam). I tempi erano stretti e Traveller's Tales richiese più libertà di quella che aveva avuto con Sonic 3D: Flickies' Island.
Sonic Team ha progettato i tracciati e il flusso generale del gioco, mentre Traveller's Tales si è occupato dell'implementazione e delle programmazione. Ogni tracciato si ispirava ai livelli dei precedenti giochi di Sonic, come Green Hill e Casino Night, e a causa dei tempi stretti ne sono stati realizzati solo cinque. Per seguire le tradizioni della serie (Sonic Team voleva anche un incrocio tra un gioco di corse e un platform) furono aggiunte aree segrete e fasi di esplorazione, e per questo motivo fu sviluppata una mappa. Kats Sato, produttore di Sega of Europe, si occupò della comunicazione con il Sonic Team, essendo l'unica persona in grado di parlare sia l'inglese che il giapponese. Le discussioni hanno portato ai meccanismi di ricompensa, che secondo Sato hanno ampliato il gioco. L'aspetto e l'atmosfera dei percorsi sono stati ispirati ad altri giochi di Sonic, tra cui Sonic 3D: Flickies' Island. I modelli 3D erano basati su schizzi 2D del Sonic Team. Tutti i modelli e le animazioni sono stati sviluppati con Softimage 3D, mentre Traveller's Tales ha creato i propri strumenti per il resto dello sviluppo del gioco. L'implementazione della modalità a due giocatori in split-screen si è rivelata difficile; il programmatore Jon Burton ha dichiarato che ciò è dovuto principalmente alla difficoltà di garantire che non fosse troppo facile imbrogliare, quindi le scorciatoie sono state rese impegnative, con una penalità se i giocatori le sbagliavano. Uno degli obiettivi principali dello sviluppo è stato quello di mantenere un frame rate costante di 30 fotogrammi al secondo durante il gioco. Fu sviluppato un motore di gioco personalizzato per sfruttare al massimo l'hardware del Sega Saturn, e fu utilizzata una tecnica grafica, descritta come "trasparenza a 12 livelli", per rendere trasparenti le texture lontane e nascondere la limitata distanza di disegno del Sega Saturn. Burton ha affermato che Sonic R non avrebbe potuto essere replicato su altre console dell'epoca, come la PlayStation, per via della tecnica sviluppata appositamente per l'hardware del Sega Saturn. La mappatura degli ambienti è stata ottenuta scrivendo quella che Burton ha descritto come una versione software del rendering hardware della PlayStation, poiché l'hardware del Saturn non ne era in grado.
Una prima versione fu presentata all'Electronic Entertainment Expo di Atlanta, in Georgia, nel giugno 1997, e poco dopo Sega pubblicò su varie riviste gli screenshot di una "versione completa al 40%". La build sarebbe stata in gran parte uguale al gioco finale, con l'eccezione di piccole modifiche, come la possibilità di giocare il livello "Resort Island" al tramonto, anziché sotto il sole, una modifica apportata per via del brano musicale del livello intitolato Can You Feel the Sunshine?, che cita per l'appunto il sole. Traveller's Tales aveva utilizzato tecniche di programmazione ispirate a quelle (come un tipo di nebbia nota come "Pixie Dust") usate su Nintendo 64.
Hirokazu Yasuhara di Sonic Team si recò in Inghilterra per mettere a punto il gioco per via della mancanza di tempo per la comunicazione. Problemi tecnici e di programmazione indussero Sato a modificare il game design, causando una disputa con il produttore Yūji Naka, e Sato rimosse il suo nome dai titoli di coda. Il gioco finale  è stato pubblicato per la prima volta in Nord America il 18 novembre 1997, mentre in Giappone uscì il 4 dicembre e in Europa l'11 dicembre successivo. Una versione per PC uscì nel 1998. La versione per PC consentiva all'utente di modificare i dettagli grafici, come ad esempio la possibilità di passare dal rendering software all'accelerazione 3D o di regolare la distanza massima del gioco, che influisce sulla velocità con cui gli oggetti in lontananza sono visibili. In maniera analoga ad altri giochi di Sonic usciti in quel periodo, anche Sonic R ha ricevuto una controparte, in gran parte non correlata, per una console portatile LCD di Tiger Electronics, distribuita nel 1998.

### Colonna sonora
La colonna sonora di Sonic R è stata composta dal compositore britannico Richard Jacques di Sega Europe, che in precedenza aveva lavorato anche alla colonna sonora delle versioni per Sega Saturn e PC di Sonic 3D: Flickies' Island. Il lavoro sulla colonna sonora è iniziato nel marzo 1997, quando Jacques si è recato in Giappone per incontrare il creatore di Sonic, Yūji Naka, per discutere l'approccio musicale da adottare per il gioco. La prima canzone scritta è stata Super Sonic Racing, che sarebbe stata utilizzata per la presentazione del gioco in giugno all'E3. La cantante britannica TJ Davis ha fornito la voce per la canzone, che è piaciuta così tanto a Naka da richiedere la sua presenza in tutti gli altri brani del gioco. Jacques ha scritto tutti i testi delle canzoni con l'intenzione che fossero complementari all'azione sullo schermo, ma che fossero comunque interessanti per chi non aveva mai giocato al gioco. Le tracce sono state registrate e programmate presso i Sega Digital Studios, e poi lavorate per due settimane presso i Metropolis Studios di Londra, dove una settimana è stata dedicata alla voce e una alla produzione, al mixaggio e alla finalizzazione delle tracce. Jacques ha dichiarato che questo compito è stato tra i più difficili della sua carriera, perché i testi dovevano "significare davvero qualcosa". Sonic R presenta due mix separati di ogni canzone nella colonna sonora del gioco: uno con le voci e uno strumentale, con la possibilità per il giocatore di disattivare le voci. Un album ufficiale contenente la colonna sonora del gioco è stato pubblicato il 21 gennaio 1998 dall'etichetta Marvelous Entertainment. L'album presenta un totale di 12 tracce. Il 25 giugno 2014 l'album è stato ripubblicato in versione digitale con il titolo Sonic R Original Soundtrack. Questa edizione, composta da 17 tracce, include 7 nuovi brani esclusivi, ovvero Title Screen e le versioni strumentali di Can You Feel the Sunshine?, Living in the City, Back in Time, Work it Out, Diamond in the Sky e Super Sonic Racing. Inoltre sono stati omessi i remix Work It Out (Red Raw Mix) e Super Sonic Racing (X-TRA Club Mix) presenti nella precedente edizione.
Oltre all'album principale, le canzoni di Sonic R sono state incluse in altri album musicali dedicati alla serie: SonicTeam „PowerPlay“ ~Best Songs from SonicTeam~ (1998), Club Sega 2 ~Beat Grooves~ (1999), Sonic the Hedgehog 10th Anniversary (2001), Segacon -The Best of Sega Game Music- Vol.2 (2001), Sega Saturn History ~Saturn Was Young~ Last Volume (2004), True Blue: The Best of Sonic the Hedgehog (2008), Sonic Generations: 20 Years of Sonic Music (2011), History of Sonic Music 20th Anniversary Edition (2011), Sonic Generations Original Soundtrack Blue Blur (2012) e Sonic the Hedgehog 25th Anniversary Selection (2016).
Testi e musiche di Richard Jacques.
1. TJ Davis – Can You Feel the Sunshine? – 5:04
2. TJ Davis – Living in the City – 4:47
3. TJ Davis – Back in Time – 4:32
4. TJ Davis – Work it Out – 4:38
5. TJ Davis – Diamond in the Sky – 4:55
6. TJ Davis – Super Sonic Racing – 4:03
7. TJ Davis – You’re My Number One – 4:00
8. Start Fanfare – 0:08
9. End Fanfare – 0:11
10. Options Screen – 0:57
11. Work it Out (Red Raw Mix) – 7:24
12. Super Sonic Racing (X-TRA Club Mix) – 6:04

## Accoglienza
| Testata                            | Versione | Giudizio |
| ---------------------------------- | -------- | -------- |
| GameRankings (media al 09-12-2019) | SAT      | 68.92%   |
| GameRankings (media al 09-12-2019) | PC       | 70.00%   |
| AllGame                            | SAT      | 4/5      |
| AllGame                            | PC       | 1.5/5    |
| Computer and Video Games           | SAT      | 4/5      |
| Electronic Gaming Monthly          | SAT      | 7.75/10  |
| Game Informer                      | SAT      | 7.5/10   |
| GamePro                            | PC       | 3/5      |
| GameSpot                           | SAT      | 5.6/10   |
| Next Generation                    | SAT      | 3/5      |
| Sega Saturn Magazine               | SAT      | 93%      |
| Mega Console                       | SAT      | 87/10    |

La versione Saturn di Sonic R ha ricevuto recensioni contrastanti dalla critica al momento della sua uscita, anche se i commenti in retrospettiva sono stati più negativi. Ha ricevuto un punteggio del 69% sull'aggregatore di recensioni GameRankings, sulla base di sei recensioni, mentre la versione per PC ha ricevuto il 70% sulla base di due recensioni.
La grafica del gioco è stata considerata il suo punto di forza. AllGame definì le texture vibranti e notò che non presentavano "pop-up o glitching", mentre Electronic Gaming Monthly (EGM) ritenne che i dettagli ambientali fossero lussureggianti. EGM e Sega Saturn Magazine sottolinearono il frame rate costante (che raramente scendeva sotto i 30 fotogrammi al secondo) come un risultato degno di nota, con quest'ultimo che paragonava favorevolmente Sonic R alla versione Saturn di Sega Rally Championship. Next Generation ha definito il gioco "il titolo Saturn visivamente più eccezionale" per l'uso di effetti di trasparenza e superfici riflettenti, un'opinione condivisa da EGM. Sega Saturn Magazine ha citato il livello "Radiant Emerald", realizzato con poligoni trasparenti, come di gran lunga superiore rispetto a "Rainbow Road" di Mario Kart 64. GameSpot ha affermato che lo stile cartoonesco dei precedenti giochi di Sonic funzionava bene in 3D. GameSpot, EGM e GamePro hanno criticato il "pop-up" grafico dello sfondo, con GamePro che ha affermato che rovinava la modalità multigiocatore. Tuttavia, Sega Saturn Magazine ha elogiato la modalità a due giocatori per aver mantenuto la stessa velocità e gli stessi dettagli grafici della sua controparte per giocatore singolo. Game Informer ha affermato che "il modo in cui hanno nascosto la comparsa istantanea dello sfondo attraverso una fusione traslucida è innovativo", ma ha criticato la scarsa qualità della animazioni dei personaggi. Infine, Sega Saturn Magazine si è complimentato per le angolazioni della telecamera più drammatiche nella modalità replay.
Anche la reazione della critica al level design del gioco è stata positiva. Game Informer trovò i tracciati fantasiosi e pieni di segreti, mentre EGM li considerò "alcuni dei tracciati meglio progettati di sempre". AllGame, EGM e Game Informer la pensarono allo stesso modo. Sega Saturn Magazine ha paragonato il level design a quello dei giochi di Sonic a 16 bit e di Nights into Dreams... di Sonic Team, notando che "l'elemento esplorativo è molto più attraente" rispetto alla tentazione... di attraversare ogni livello in modo simile a una prova a tempo". In modo simile, Next Generation descrisse Sonic R e il contemporaneo Diddy Kong Racing per Nintendo 64 come "meno di un titolo di corse e più di gioco d'avventura di guida". Sega Saturn Magazine commentò il valore di rigiocabilità fornito dalle modalità alternative, come Get 5 Balloons, ma ammise che "cinque piste non sono davvero sufficienti, anche con la modalità inversa". Anche GameSpot, EGM e Game Informer espressero disappunto per la selezione limitata di livelli.
I controlli e il gameplay in generale hanno ricevuto delle critiche, con alcuni che ne hanno messo in dubbio l'accuratezza e la profondità. GameSpot ha concluso ogni livello al primo posto in un'ora, utilizzando solo uno dei quattro personaggi iniziali. Sebbene il gioco disponga anche di una modalità difficile, GameSpot ha concluso che "Sonic R ha più personalità che profondità". GameSpot e Game Informer hanno citato la difficoltà di trovare gli Smeraldi del Caos e le monete nascoste, ma GameSpot ha trovato che questi compiti opzionali offrono poco in cambio, perché i personaggi nascosti "sono per lo più versioni robotiche di quelli già giocabili". Inoltre, AllGame ha ritenuto che i controlli richiedessero un po' di tempo per abituarsi, ma ha aggiunto: "iniziate a scivolare dietro gli angoli e a dare gas al momento giusto e troverete tutti i segreti che Sonic R nasconde in men che non si dica". Allo stesso modo, Sega Saturn Magazine definì i controlli "inizialmente difficili... ma incredibilmente giocabili", Next Generation affermò che "le tecniche corrette, con il tempo, possono essere apprese" e Game Informer concluse che "una volta abituati, troverete un gioco davvero solido". Game Informer riteneva che il gioco si giocasse meglio con il pad digitale rispetto al controller analogico di Sega. GamePro concordava sul fatto che i controlli fossero reattivi, ma con qualche difetto: "Ad alta velocità, è quasi impossibile correre in linea retta".
La colonna sonora di Sonic R è stata particolarmente controversa. Sega Saturn Magazine ha descritto la "tempesta di polemiche [che] circonda la musica di accompagnamento", che "di recente è stata oggetto di un po' di bacchettate su Internet per l'aggiunta di voci". Pur non essendo un fan della musica dance, Nutter ha dichiarato che i brani erano "migliori della maggior parte della roba da classifica", mentre le versioni strumentali incluse erano sufficienti "per accontentare tutti". AllGame ha elogiato la colonna sonora, che ha definito "Una delle più ispirate... che abbia mai sentito", mentre GameSpot ritiene che le canzoni abbiano dato al gioco "molta più personalità". Al contrario, GamePro ha deplorato la musica come "incredibilmente fastidiosa". Computer and Video Games si è complimentato con la musica, affermando che si adatta perfettamente allo stile di Sonic e ricorda la colonna sonora di Sonic CD. Anche Mega Console ha lodato la musica, ritenendo i motivi molto orecchiabili.
Il port del gioco reso disponibile in Sonic Gems Collection è stato recensito in modo più negativo. Eurogamer ha definito il gioco "troppo scomodo per essere giocato a lungo", mentre 1UP.com ha scritto che la grafica era sgranata - "rendeva difficile capire dove si sta andando" - e i controlli erano frustranti e imprecisi. GameSpot ha descritto "la sua ridicola colonna sonora" come "l'unica qualità da riscattare", e GameSpy ha definito Sonic R "un concetto che funziona meglio in teoria che in pratica", nonostante la sua "fantastica (se non bizzarra) colonna sonora". Al contrario, Jeuxvideo.com, in una recensione negativa di Sonic Gems Collection, ha elogiato il gioco, sostenendo che era l'unico gioco decente nella compilation insieme a Sonic CD. SpazioGames.it ha sostenuto che al di là delle belle canzoni, Sonic R lasciava un gameplay disastroso. Multiplayer.it invece ha affermato che il gioco lasciava piacevolmente stupiti sotto il punto di vista estetico, grazie a un motore che riusciva a muovere il tutto senza incertezze. In una recensione in retrospettiva del 2003, Game Informer ha descritto il gioco come "decente, ma non memorabile", mentre GamesRadar ha incluso Sonic R in una lista del 2014 dei 50 migliori giochi per Sega Saturn, definendolo "un tour de force tecnico". Nel 2013, GameTrailers lo ha classificato come il secondo peggior gioco di Sonic, dopo Sonic the Hedgehog del 2006. Il game designer Hirokazu Yasuhara, che ha aiutato Traveller's Tales a rielaborare il gioco in risposta alle preoccupazioni sulla qualità di una versione demo, ha sostenuto che "la versione finale di Sonic R è abbastanza buona... Tuttavia, ammetto che il concetto di base di Sonic R, in cui il giocatore "guida" i personaggi in corsa, non è il massimo".

## Eredità
Nonostante Sega abbia pubblicato due giochi di corse di Sonic prima di Sonic R, Sonic Drift e Sonic Drift 2, per Game Gear, lo sviluppatore Takashi Yuda ha citato la richiesta dei fan di avere altri giochi di corse sulla falsariga di Sonic R, che sarebbe stata la vera ispirazione di Sega per rivisitare il genere negli anni futuri. Questo portò allo sviluppo e all'uscita del gioco di hoverboard Sonic Riders, anche se non ci sono collegamenti tra i due giochi, a parte il fatto che entrambi sono giochi di corse. I successivi giochi di corse di Sonic includono i seguiti di Sonic Riders, Sonic Riders: Zero Gravity e Sonic Free Riders, e i giochi di kart Sonic & Sega All-Stars Racing, Sonic & All-Stars Racing Transformed e Team Sonic Racing.
Le canzoni della colonna sonora di Sonic R sono state incluse nei giochi successivi della serie nelle loro forme originali o come remix, tra cui Super Smash Bros. Brawl, Super Smash Bros. Ultimate, Sonic Generations, Sonic & Sega All-Stars Racing e Sonic & All-Stars Racing Transformed.
Team Sonic Racing, uscito nel 2019, presenta diversi riferimenti a Sonic R, tra cui remix di brani della colonna sonora (come Super Sonic Racing e Can You Feel the Sunshine?) e l'uso della caratteristica "R" rossa nel logo del gioco e nella valuta di quest'ultimo.